# Transvaaliana granulosa
Transvaaliana granulosa är en insektsart som först beskrevs av Kirby, W.F. 1902.  Transvaaliana granulosa ingår i släktet Transvaaliana och familjen Pamphagidae. Inga underarter finns listade i Catalogue of Life.